# Rudolf Pilfousek
Rudolf Pilfousek (ur. 2 stycznia 1899 w miejscowości Habartice, zm. prawdopodobnie w 1980) – czechosłowacki wojskowy (podpułkownik), następnie słowacki wojskowy (pułkownik), oficer 16 Dywizji Grenadierów Pancernych SS „Reichsführer SS”, dowódca SS-Heimatschutz „Slowakei” pod koniec II wojny światowej.

## Życiorys
Był Czechem pochodzenia niemieckiego. W okresie międzywojennym służył w armii czechosłowackiej, dochodząc do stopnia podpułkownika. Ostatnią funkcją, jaką pełnił, było szefostwo sztabu 6 Dywizji Piechoty. 8 października 1938 r. został zwolniony z armii czechosłowackiej, po czym wstąpił do nowo formowanej armii Państwa Słowackiego. Służył w 2 Dywizji Piechoty w Preszowie. We wrześniu 1939 r. brał udział w ataku na Polskę jako dowódca artylerii Armii Polowej „Bernolak”. Latem 1940 r. w stopniu pułkownika został dowódcą 2 Dywizji Piechoty. 22 czerwca 1941 r., w dzień ataku wojsk niemieckich na ZSRR, objął dowództwo Zgrupowania Szybkiego, przeorganizowanego 7 lipca tego roku w Brygadę Szybką w składzie Słowackiego Korpusu Ekspedycyjnego. Oddziały słowackie 23 czerwca wkroczyły na terytorium ZSRR, przełamując punkty obrony sowieckiej na linii Mołotowa. Po rozwiązaniu Brygady Szybkiej 10 sierpnia 1942 r. został dowódcą przeciwpartyzanckiej Słowackiej Dywizji Bezpieczeństwa, przekształconej 1 sierpnia 1943 r. w 2 Dywizję Piechoty. Walczyła ona na Ukrainie w okolicach Lwowa, Kijowa, Rostowa nad Donem oraz na Kubaniu w składzie niemieckiej 17 Armii. Od kwietnia 1944 r. płk R. Pilfousek był komendantem 2 obszaru dywizyjnego na Słowacji. Następnie służył na froncie wschodnim w I Słowackim Korpusie Armijnym w składzie HGr „Nordukraine”. W czerwcu 1944 r. korpus został rozbrojony przez Niemców. W październiku tego roku płk R. Pilfousek wstąpił do Waffen-SS jako obywatel Rzeszy, uzyskując stopień SS-Standartenführera. Służył w 16 SS-Panzergrenadier-Division „Reichsführer SS”. Na pocz. 1945 r. objął dowództwo SS-Heimatschutz „Slowakei”, składającego się z czeskich i słowackich volksdeutschów. Jego powojenne losy są nieznane. Zmarł prawdopodobnie w 1980 r.